# Monika Wąs
Monika Wąs (ur. 2 sierpnia 1967, zm. 8 stycznia 2020) – polska publicystka, filolog i teatrolog.

## Życiorys
Ukończyła filologię polską i teatrologię na Uniwersytecie Jagiellońskim w Krakowie. Współpracowała między innymi z Rzeczpospolitą, Dziennikiem Polskim i Przekrojem. Była autorką biografii Wiesława Dymnego i Piotra Skrzyneckiego. Monika Wąs była także przewodnikiem miejskim po Krakowie i Rzymie.
Zmarła 8 stycznia 2020 w Krakowie. Została pochowana na cmentarzu Batowickim w Krakowie (kwatera A5D-1-25).

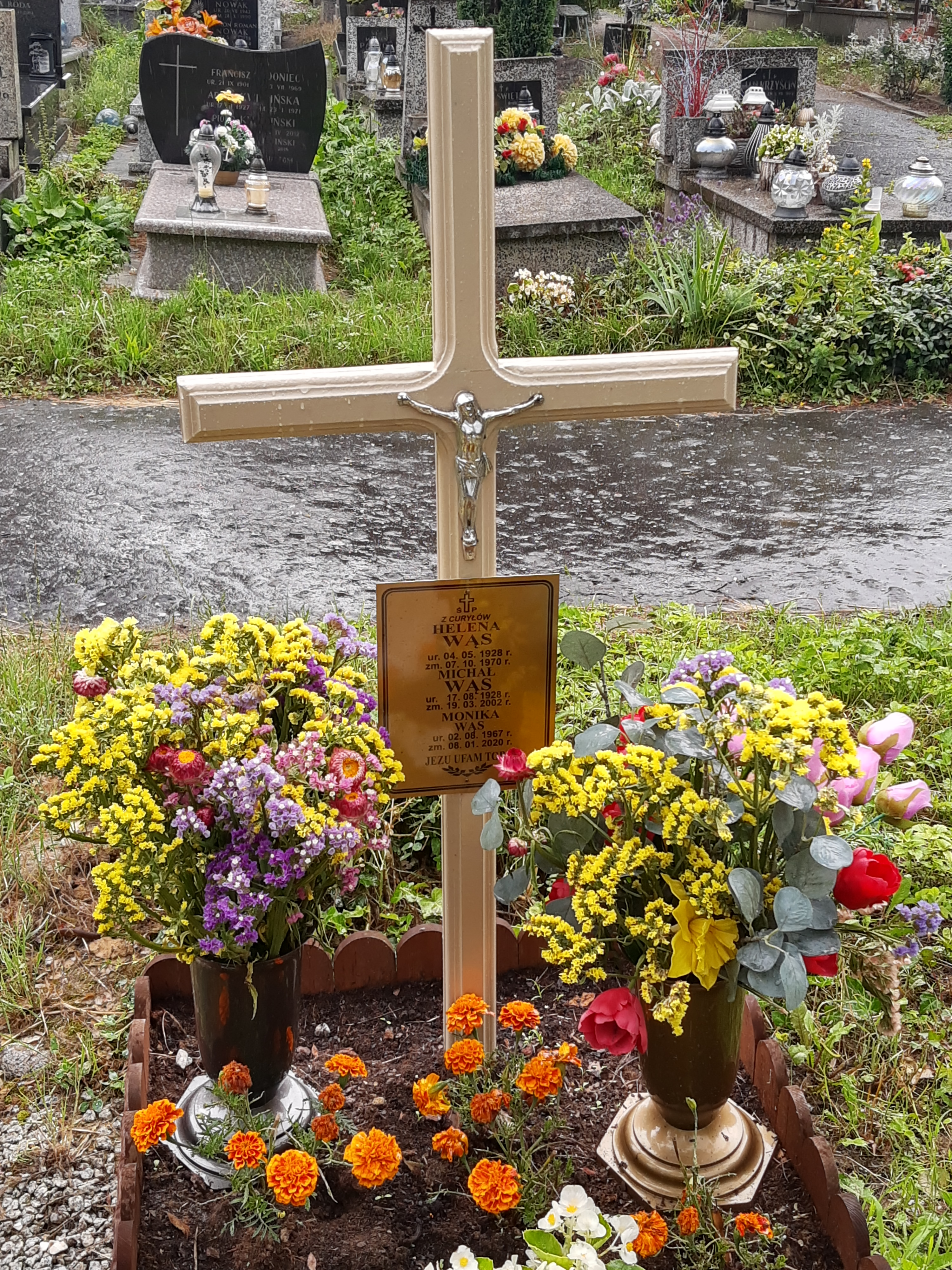
Grób Moniki Wąs na Cmentarzu Prądnik Czerwony (stan na lipiec 2021)

## Wybrana bibliografia autorska
- Skrzynecki. Demiurg i wizjoner (Wydawnictwo Mando, Kraków, 2018; ISBN 978-83-277-1579-1)
- Wiesław Dymny (Wydawnictwo Petrus, Kraków, 2013; ISBN 978-83-7720-118-3)
- Wypracowania: gotowe wzory: kl. 1 liceum (Wydawnictwo Greg; Kraków, 2007; ISBN 83-7327-579-7)
- Wypracowania: gotowe wzory: kl. 2 liceum (Wydawnictwo Greg; Kraków, 2005; ISBN 83-7327-607-6)
- Wypracowania: gotowe wzory: kl. 3 liceum (Wydawnictwo Greg; Kraków, 2011; ISBN 83-7327-616-5)